# Szymon Szurmiej

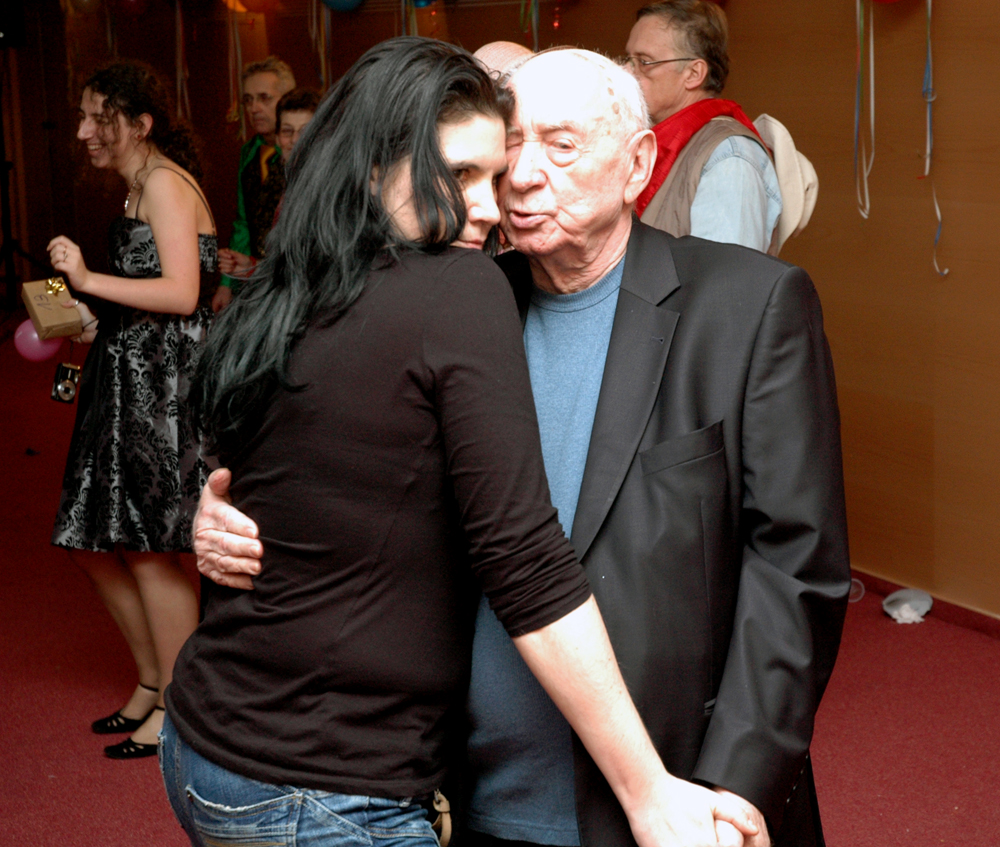
Szymon Szurmiej w czasie balu purimowego w Teatrze Żydowskim w Warszawie w marcu 2009

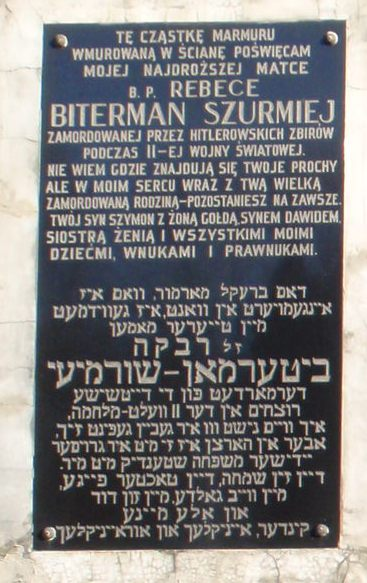
Tablica upamiętniająca Rebekę (Ryfkę) Biterman Szurmiej, matkę Szymona Szurmieja, na murze cmentarza żydowskiego w Warszawie

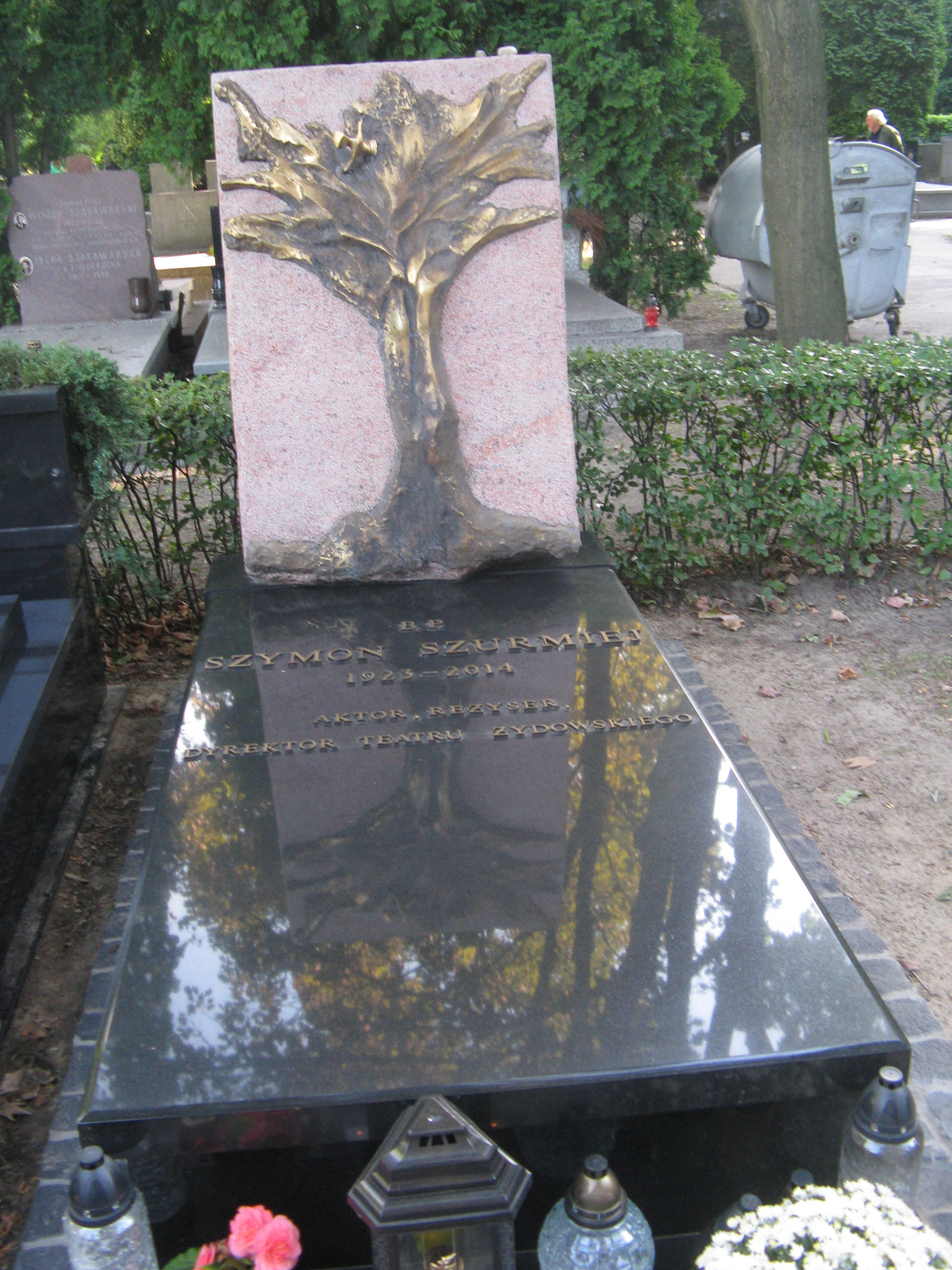
Grób Szymona Szurmieja na cmentarzu Wojskowym na Powązkach w Warszawie

Szymon Szurmiej (jid. ‏שׂמחה שורמיעי‎ Simche Szurmiej lub ‏שמעון שורמיי‎ Szimen Szurmej; ur. 18 czerwca 1923 w Łucku, zm. 16 lipca 2014 w Warszawie) – polski aktor, reżyser i działacz społeczności żydowskiej, dyrektor naczelny i artystyczny Teatru Żydowskiego im. Ester Rachel i Idy Kamińskich w Warszawie, poseł na Sejm Polskiej Rzeczypospolitej Ludowej IX kadencji z ramienia Polskiej Zjednoczonej Partii Robotniczej, członek Rady Krajowej Patriotycznego Ruchu Odrodzenia Narodowego, głowa wielopokoleniowej rodziny aktorów.
W lipcu 2004 został mu przyznany tytuł honorowego obywatela miasta stołecznego Warszawy. W latach 1986–2003 był przewodniczącym Towarzystwa Społeczno-Kulturalnego Żydów w Polsce, od 2003 do śmierci pełnił funkcję prezesa honorowego tej organizacji.

## Życiorys
Urodził się w Łucku na Wołyniu. Jego ojciec, Jan Szurmiej, był Polakiem, a matka, Rebeka z domu Biterman, Żydówką. Jego jedyna siostra, Żenia (Fejga) Szurmiej, zmarła 17 marca 2008 w Łucku.
Podczas II wojny światowej, po 1941, został wysłany do obozu pracy na Kołymie, a następnie po trzech latach na dalsze zesłanie do Dżambułu w Kazachstanie. Na zesłaniu zdobył pierwsze doświadczenia sceniczne, grając m.in. w teatrze w Ałma-Acie, przy którym ukończył studium aktorskie. W 1946 przymusowo wysiedlony z rodzinnych stron, znalazł się w nowych granicach Polski i osiedlił się we Wrocławiu.
Swoją karierę aktorską i jako asystent reżysera rozpoczął w 1951 w Teatrze Polskim we Wrocławiu, w którym od 1953 do 1955 był reżyserem. W latach 1955–1956 był kierownikiem artystycznym i reżyserem Państwowego Teatru Ziemi Opolskiej w Opolu i następnie w latach 1956–1962 Dolnośląskiego Teatru Powszechnego we Wrocławiu. W latach 1962–1967 był reżyserem we wrocławskim Teatrze Rozmaitości. W 1966 zdał egzamin eksternistyczny i stał się dyplomowanym reżyserem.
W 1969 przeprowadził się do Warszawy, gdzie został dyrektorem Teatru Żydowskiego, którym kierował do śmierci. Powołał przy teatrze Studium Aktorskie, które miało za zadanie uzupełnienie rozbitego po wydarzeniach z marca z 1968 zespołu aktorskiego. Dzięki temu uratował teatr przed upadkiem i zamknięciem. 27 kwietnia 1971 objął funkcję kierownika artystycznego teatru po zmarłym Chewelu Buzganie.
Był członkiem Rady Krajowej Patriotycznego Ruchu Odrodzenia Narodowego. W lipcu 1984 był członkiem Społecznego Komitetu Obchodów 40-lecia Polski Ludowej w Warszawie. Od 13 października 1985 do 3 czerwca 1989 był posłem na Sejm PRL IX kadencji z ramienia Polskiej Zjednoczonej Partii Robotniczej. Wówczas pełnił funkcję wiceprzewodniczącego Sejmowej Komisji Kultury. W 1986 został przewodniczącym Zarządu Głównego Towarzystwa Społeczno-Kulturalnego Żydów w Polsce. W latach 1986–1987 był członkiem Narodowej Rady Kultury. W wyborach w 1989 ubiegał się o mandat poselski z listy krajowej, jednak przegrał, uzyskując 48% głosów w skali kraju. Startował w wyborach do Senatu w 2001 z ramienia koalicji Sojusz Lewicy Demokratycznej – Unia Pracy w okręgu warszawskim, zdobywając 182 838 głosów. Ponownie nie uzyskał mandatu. W 2000 odcisnął dłoń na Promenadzie Gwiazd w Międzyzdrojach.
W 80. rocznicę urodzin postanowieniem prezydenta Aleksandra Kwaśniewskiego został odznaczony Krzyżem Wielkim Orderu Odrodzenia Polski „w uznaniu wybitnych zasług w długoletniej pracy twórczej, za osiągnięcia w działalności artystycznej i społecznej”. W lipcu 2004 został honorowym obywatelem miasta stołecznego Warszawy.
Szymon Szurmiej był przewodniczącym Komisji Koordynacyjnej Organizacji Żydowskich w RP, członkiem Światowego Kongresu Żydów, wiceprezydentem Światowej Federacji Żydów Polskich, członkiem Egzekutywy Europejskiego Kongresu Żydów oraz członkiem Prezydium Światowego Komitetu Kultury Żydowskiej. Wchodził także w skład Komitetu Wspierania Muzeum Historii Żydów Polskich Polin w Warszawie.
W 2007 ukazała się książka Szymon Szurmiej, będąca biografią aktora przedstawioną w formie wywiadu przeprowadzonego przez dziennikarkę i poetkę Krystynę Gucewicz.
Zmarł 16 lipca 2014 w Warszawie. Został pochowany 24 lipca w Alei Zasłużonych cmentarza Wojskowego na Powązkach (kwatera D 31-Tuje-2).

## Życie prywatne
Szymon Szurmiej był głową wielopokoleniowej rodziny aktorów. Jego pierwszą żoną była rosyjska tancerka i choreografka, Aida z domu Szaszkina (1925–2005), którą poznał w Związku Radzieckim. Miał z nią dwoje dzieci: Jana (1946–2024) i Helenę (ur. 1947). Małżeństwo to po kilku latach zakończyło się rozwodem. Z drugą żoną Ewą (zm. 2016) miał córkę Małgorzatę (1951–2016), która poślubiła Krzysztofa Krauzego. To małżeństwo Szymona Szurmieja również zakończyło się rozwodem. Jego ostatnią żoną była aktorka Teatru Żydowskiego, Gołda Tencer (ur. 1949), z którą miał syna Dawida (ur. 1985). Jego wnukami są aktorzy Joanna Szurmiej-Rzączyńska (ur. 1975) i Jakub Szurmiej.

## Filmografia

### Aktor filmowy
- 2004: Łódź płynie dalej jako Izaak
- 2001: Przedwiośnie jako rabin
- 1998: Fotoamator jako lektor
- 1997: Panna Madonna legenda tych lat
- 1994: Wenn alle Deutschen schlafen jako Żyd w baraku
- 1993: Żywot człowieka rozbrojonego
- 1985: Mrzonka jako Nowosielski
- 1984: Szaleństwa panny Ewy jako właściciel lombardu
- 1984: Przybłęda
- 1983: The winds of war
- 1983: Szaleństwa panny Ewy jako właściciel lombardu (odc. 2)
- 1983: Austeria jako Wilf
- 1982: Życie Kamila Kuranta jako egzekutor
- 1982: Hotel Polanów i jego goście jako Joe Menasze
- 1982: Blisko, coraz bliżej jako karczmarz Kleinpeter
- 1982: Pensja pani Latter jako lichwiarz Fischman
- 1981: Miłość ci wszystko wybaczy jako kierownik sali w „Adrii”
- 1981: Pugovitsa jako Komarek
- 1979: Die Schmuggler von Rajgorod jako stary Żyd
- 1979: Komedianci jako Kałmen Szadchen
- 1979: Gwiazdy na dachu jako narrator
- 1979: Dybuk jako Meszułach
- 1979: Doktor Murek jako bezdomny w noclegowni
- 1977: Śmierć prezydenta jako poseł żydowski
- 1977: Sprawa Gorgonowej – mężczyzna rozmawiający z Axerem
- 1976: Das Licht auf dem Galgen jako Stefford
- 1976: Budapesti mesek jako pasażer w tramwaju
- 1975: Philipp, der Kleine jako handlarz instrumentami muzycznymi
- 1975: Moja wojna, moja miłość
- 1975: Dyrektorzy jako szef BHP w „Fabelu”
- 1975: Doktor Judym jako doktor Chmielnicki
- 1974: Janosik jako karczmarz Jankiel
- 1973: Sanatorium pod Klepsydrą jako Żyd recytujący fałszywe wersy Koheleta
- 1973: Janosik jako karczmarz Jankiel
- 1971: Jak daleko stąd, jak blisko jako uczestnik pogrzebu na cmentarzu żydowskim
- 1969: Wniebowstąpienie jako wuj Raisy
- 1963: Naganiacz jako Żyd

### Reżyser
Teatr Żydowski w Warszawie
- 2010: Pół żartem, pół serio
- 2007: Tradycja
- 2005: Żyć nie umierać!
- 2005: Publiczność to lubi
- 2004: Między dniem a nocą
- 2000: Kamienica na Nalewkach (wraz z Gołdą Tencer)
- 1998: ...i stał się cud
- 1997: Ballada o brunatnym teatrze (wraz z Gołdą Tencer)
- 1994: Błądzące gwiazdy
- 1993: My Żydzi polscy (wraz z Gołdą Tencer)
- 1990: Dybuk
- 1990: Ballada o ślubnym welonie
- 1986: Pieśń o zamordowanym ... (wraz z Gołdą Tencer)
- 1981: Poszukiwacze złota (wraz z Juliuszem Bergerem)
- 1979: Bonjour monsieur Chagall
- 1979: Z otchłani
- 1977: Gwiazdy na dachu
- 1977: W noc zimową
- 1976: Dwaj Kunie-Lemł
- 1976: Bóg człowiek i diabeł
- 1975: Dzban pełen słońca
- 1975: Włóczykij
- 1975: Śmierć komiwojażera
- 1974: Pieśń mojego narodu
- 1973: W nocy na starym rynku
- 1973: Dybuk
- 1971: Grunt to zdrowie
- 1971: Wśród walących się ścian
- 1969: Zielone pola
- 1969: Bóg, człowiek i diabeł
- 1968: Córki kowala

Teatr Rozmaitości we Wrocławiu
- 1966: Quiz
- 1964: Lubow Jarowaja
- 1964: Pod własnym dachem
- 1962: Tragedia optymistyczna
- 1962: Romeo i Julia
- 1961: Pociąg pancerny
- 1961: Teatr Klary Gazul
- 1960: Pięć wieczorów

Dolnośląski Teatr Powszechny we Wrocławiu
- 1960: Śmierć komiwojażera
- 1960: Pan Jowialski
- 1960: Testament mój

Teatr Ziemi Opolskiej w Opolu
- 1956: Romeo i Julia
- 1955: Maturzyści

Teatry Dramatyczne we Wrocławiu
- 1954: Maszeńka
- 1954: Szczygli zaułek
- 1953: Tania
- 1953: Sprawa rodzinna
- 1953: Chirurg
- 1953: Bieg do Fragala (asystent reżysera)
- 1952: Proces (asystent reżysera)
- 1952: Człowiek z karabinem (asystent reżysera)
- 1952: Angelo, Tyran Padwy (asystent reżysera)
- 1951: Poemat pedagogiczny (asystent reżysera)

### Autor sztuk
- 1998: ...I stał się cud
- 1979: Bonjour Monsieur Chagall
- 1977: Gwiazdy na dachu (razem z Michałem Szwejlichem)
- 1972: Było niegdyś miasteczko. Korowód weselny
- 1971: Grunt to zdrowie (razem z Michałem Szwejlichem)

## Ordery i odznaczenia
- Krzyż Wielki Orderu Odrodzenia Polski (18 czerwca 2003)[6]
- Krzyż Komandorski z Gwiazdą Orderu Odrodzenia Polski (16 czerwca 1993)[13]
- Krzyż Oficerski Orderu Odrodzenia Polski (1979)
- Krzyż Kawalerski Orderu Odrodzenia Polski (1976)
- Złoty Krzyż Zasługi (1973)
- Srebrny Krzyż Zasługi (15 lipca 1954)[14]
- Złoty Medal „Zasłużony Kulturze Gloria Artis” (5 września 2005)[15][16]
- Odznaka „Zasłużony Działacz Kultury” (1973)
- Medal Pamiątkowy „Pro Masovia” (2007)[17]
- Medal „Zasłużony dla Tolerancji” (2001)
- Medal 90-lecia ZAiKS-u (2009)[18]
- Złota Odznaka honorowa „Za Zasługi dla Warszawy” (1986)
- Złota Odznaka Honorowa Towarzystwa Polonia (1987)
- Wielki Krzyż Zasługi Orderu Zasługi Republiki Federalnej Niemiec (2002)
- Narodowy Order Legii Honorowej (Francja, 2001)
- Order Sztuk Pięknych i Nauk Humanistycznych (Francja, 2001)